# Кандалакшский монастырь
Кандалакшский (Кокуев) монастырь — упразднённый мужской монастырь на берегу реки Нивы, ныне в черте города Кандалакша (Мурманская область). Существовал с середины XVI века по 1742 годы.

## История
Точная дата основания монастыря неизвестна, но было это не позднее 1553–1554 годов, когда монастырю была дана первая жалованная грамота. Существуют предположения (Митрофан (Баданин), Е. Т. Разин) о возникновении монастыря немного ранее, в частности в 1548 году, и связываемые с деятельностью Феодорита Кольского (Митрофан (Баданин), И. Ф. Ушаков). Считается[кем?] также что после основания Феодорит Кольский, возглавлял его до 1550 года. Однако архивных источников эти предположения не имеют. 
Второе название — Кокуев — появилось благодаря одноимённому монастырю во имя Рождества Пресвятой Богородицы, который находился на острове при входе в Порью губу; в 1563 году он ещё упоминается в летописях, а в 1570 году во время Басаргина правежа закончил своё существование. Старцы из Кокуева монастыря перебрались в новый — Кандалакшский.
Насельники монастыря занимались рубкой леса, ловлей рыбы, охотой, солеварением, монастырю принадлежали морские тони, покосы, леса, варницы, речки Лувеньга, Колвица и треть реки Нивы. При монастыре жило несколько десятков крестьян, которые работали на монастырских промыслах.
В 1589 года монастырь и крестьянские дворы были разграблены и сожжены финским отрядом из Остерботнии, подданными шведского короля (всего погибло 450 человек).
В. И. Немирович-Данченко записал от старика деревни Кандалакша предание о затонувшем колоколе Коккова (Кокуева, Кандалакшского) монастыря.
Богатая обитель была. Братин больше трёхсот человек считалось. Богачества – невесть сколько. Счёту в них монахи не знали. Что утвари этой, что злата, камения самоцветного, и не перечесть!... Скота, угодий – ну, как паны Соловки… Стояла эта обитель – и вдруг прошёл слух, что швед идёт на неё. Иноки сейчас скот угнали в горы, сокровища свои все зарыли, колокола бросили в реку и завалили их каменьями. И доселе на дне реки Нивы, в Куйке, виднеются уши большого колокола… Потом стали молиться Богу. Ждать – пождать.… Приходит враг – в обители литургия шла. Швед этому не внял. Всех иноков перебил. Священник выходит с дарами – его рогатиной, диакона тоже. Только старца одного придушить забыли, так господь ему такую силу дал, что после он один всех триста иноков схоронил и сам на засыпанной могиле помер. Монастырь шведы сожгли и убрались восвояси… И поныне тут мерещится разное. В зимние ночи слышно точно пение, согласное такое, да старинное. Старики сказывают, что тут и видения бывают разные. Да не такое ныне время, праведники не являются…
Монастырь был заново отстроен, однако в 1591 году был вновь разграблен шведами.
В 1615 году монастырь разгромлен литовцами. В августе 1658 года вновь возникла опасность шведского вторжения, которое, однако, было предотвращено стрельцами, присланными с Двины.
В XVII веке в монастыре постепенно упраздняется солеварный промысел: с появлением на рынке более дешёвой соли-пермянки, соль-морянка становится очень невыгодной.
В 1742 году «по скудости и неумению братии и служителей» монастырь был закрыт, два его храма превращены в приходские. Церковь Рождества Пресвятой Богородицы простояла до 1950-х годов

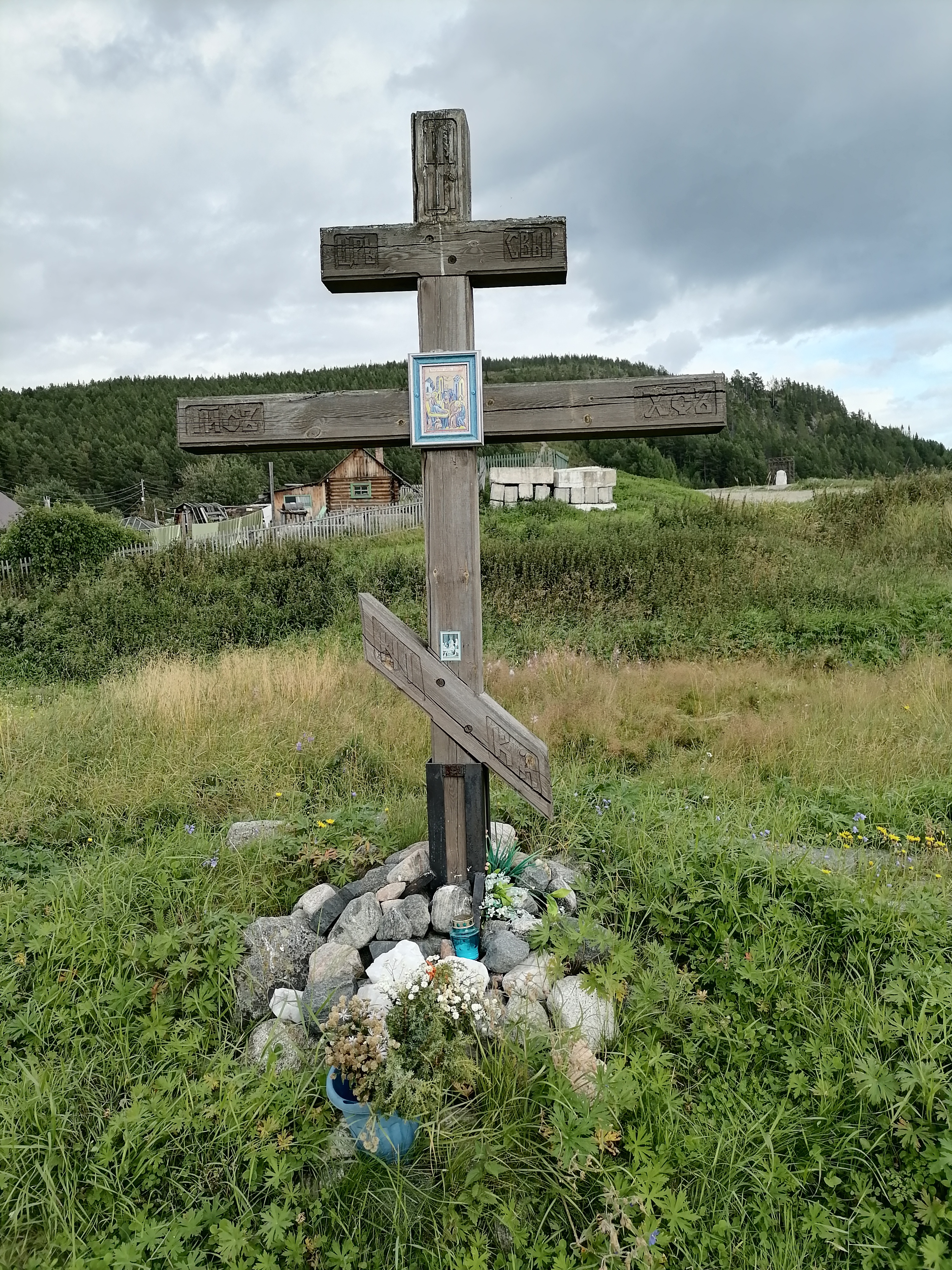
Поклонной крест. 2023

Ныне на месте, где когда-то стояла монастырская церковь, поставлен деревянный крест